# Цибулько Михайло Богданович
Михайло Богданович Цибулько (1 січня 1949, с. Купчинці, Тернопільська область — 11 липня 2017) — український художник, науковець, педагог. Лавреат Літературно-мистецької премії імені Іванни Блажкевич (1993).

## Життєпис
Михайло Цибулько народився 1 січня 1949 року в селі Купчинцях, нині Купчинецької громади Тернопільського району Тернопільської области України.
1972 року закінчив Львівський поліграфічний інститут. У 1967–1970 роках працював завідувачем бібліотеки Купчинецької середньої школи; 1970–1977 — учителем образотворчого мистецтва Купчинецької та Денисівської середніх шкіл Тернопільського району; 1977—1995 — художнім редактором Тернопільського облполіграфвидаву, художником-графіком обласних газет «Вільне життя», «Ровесник», «Русалка Дністрова», журналу «Тернопіль». Захоплювався художньою фотографією.
У 1995—1997 — викладач мистецьких дисциплін, 1997—2005 — завідувач кафедри образотворчого мистецтва Тернопільського національного педагогічного університету імені Володимира Гнатюка.
Помер 11 липня 2017 року. Похований в с. Яструбовому Тернопільського району.

## Доробок
Творив у галузях станкової графіки і графічного дизайну. Персональні виставки в містах Тернополі (2009, 2015, 2020, меморіальна), Збаражі (2009), Волочиську (2011), Бережанах (2015).
Автор портретів Андрея Шептицького (2001), великомучеників УГКЦ Василя Величковського, Івана Зятика, Зенона Ковалика, Миколая Чарнецького (2002); Володимира Івасюка, Назарія Яремчука (2004), Тараса Шевченка (2005), Леся Курбаса, Костянтина Станіславського, Бертольда Брехта (2006), Мирослава Коцюлима, Іванни Блажкевич, Михайла Хариновича та інших.
Проілюстрував понад 300 книг, виданих у м. Тернополі; оформив понад 200 видань, зокрема стрілецькі пісні Михайла Гайворонського, Романа Купчинського, Левка Лепкого, творів Володимира Вихруща, Олега Германа, Петра Ковальчука, Богдана Мельничука, Петра Тимочка та інших, книги спогадів емігрантів, численні буклети, а також інтер'єр Тернопільського національного педагогічного університету імені Володимира Гнатюка. 
Твори зберігаються в Тернопільському обласному художньому музеї, Денисівському краєзнавчому музеї.